# Eugenia pseudovenosa
Eugenia pseudovenosa là một loài thực vật có hoa trong Họ Đào kim nương. Loài này được H.Perrier mô tả khoa học đầu tiên năm 1952.